# Frederick Norris
Frederick Norris   (Tyldesley, 4 de setembre de 1921 - Tyldesley, 13 de desembre de 2006) fou un atleta anglès, especialista en curses de fons, que va competir durant la dècada de 1950.
El 1952 va prendre part en els Jocs Olímpics d'Estiu de Hèlsinki, on fou vuitè en els 10.000 metres del programa d'atletisme. Quatre anys més tard, als Jocs de Melbourne, abandonà en la marató del programa d'atletisme.
En el seu palmarès destaca una medalla de bronze en la marató del Campionat d'Europa d'atletisme de 1958, rere Sergei Popov i Ivan Filin. Va prendre part en els Jocs de la Commonwealth de 1958. Durant la seva carrera va establir més de 50 rècords britànics i anglesos en diverses distàncies. Va ser el campió de la Gran Bretanya (AAA) de les 10 milles el 1958 i el 1959.

## Millors marques
- 10.000 metres. 30' 09.8" (1952)

- Marató. 2h 19' 08" (1960)[7]